# Walter Anthony
Walter Anthony (Stockton (Californië), 13 februari 1872 – Hollywood (Californië), 1 mei 1945), was een Amerikaanse scenarioschrijver.   

## Gedeeltelijke filmografie
- Oliver Twist (1922)
- The Lightning Rider (1924)
- The Phantom of the Opera (1925)
- The Cat and the Canary (1927)
- The Last Performance (1927)
- The Man Who Laughs (1928)
- Love and the Devil (1929)
- Golden Dawn (1930)
- Courage (1930)
- All Quiet on the Western Front (1930)
- General Crack (1930)
- Tarzan the Fearless (1936)